# 四乙基三氯化铵
四乙基三氯化铵（Mioskowski试剂）是一种季铵盐，化学式为[NEt4][Cl3]，它是最简单的多氯阴离子盐类之一。它可用于氯化或氧化反应。

## 制备及性质
四乙基三氯化铵可由四乙基氯化铵和氯气在二氯甲烷中于室温反应得到。
[NEt4]Cl + Cl2 → [NEt4][Cl3]
另一种制备方法是通过四乙基氯化铵和过一硫酸氢钾的反应得到。
它是可溶于有机溶剂（如二氯甲烷、乙腈）的黄色固体，可以氧化或氯化很多有机试剂。